# Falange Filipina
La «Falange Filipina» era el nombre informal que recibió la sección de Falange Española —posteriormente FET y de las JONS— en Filipinas.

Bandera de la Falange Filipina

## Historia
La sección filipina de Falange fue creada en 1936, por miembros de la colonia española establecida en la entonces Mancomunidad Filipina. El partido estuvo dirigido inicialmente, durante la segunda mitad de la década de 1930, por el reconocido empresario Andrés Soriano. Tras el estallido de la Guerra Civil Española, la militancia de la Falange en el archipiélago filipino experimentó un considerable aumento: muchos trabajadores de la Compañía General de Tabacos de Filipinas ingresaron en el partido obligados por los directivos de la compañía, simpatizantes de Francisco Franco. Posteriormente destacarían Martín Pou Roselló y Enrique Zóbel de Ayala en el liderazgo de la Falange Filipina.
El apoyo al partido siguió creciendo tras la victoria del bando franquista en la Guerra Civil. Antes del estallido de la Segunda Guerra Mundial, el apoyo a Franco y la Falange era alto entre la colonia española de Filipinas. La situación dio un paso más después de que Japón entrase en guerra: a través de la Falange Filipina, el Servicio Exterior de Falange llegó a colaborar con las fuerzas armadas japonesas en su lucha contra las fuerzas militares estadounidenses durante la Campaña de Filipinas, en 1942.
Sin embargo, esta situación demostró ser meramente coyuntural, ya que a partir de 1943 las relaciones hispano-japonesas se deterioraron considerablemente. El cónsul español en Manila, José del Castaño, prohibió toda actividad de Falange después de la victoria estadounidense y la retirada de los invasores japoneses de Filipinas en 1945. Castaño hubo de regresar a España, nombrando a Patricio Hermoso a cargo de la Falange Filipina para que éste se asegurase de su desactivación. Solo continuó operando, temporalmente, el Auxilio Social.